# Ceratostylis rivularis
Ceratostylis rivularis är en orkidéart som beskrevs av Rudolf Schlechter. Ceratostylis rivularis ingår i släktet Ceratostylis och familjen orkidéer. Inga underarter finns listade i Catalogue of Life.